# کاریز زمان پایین
کاریز زمان پایین یک منطقهٔ مسکونی در افغانستان است که در ولایت بادغیس واقع شده‌است.